# Francesco Nerli den yngre
Francesco Nerli, född 12 juni 1636 i Rom, död 8 april 1708 i Rom, var en italiensk kardinal och ärkebiskop. Han tjänade som camerlengo från 1684 till 1685 samt ärkepräst av San Pietro in Vaticano från 1704 till 1708. 

## Biografi
Francesco Nerli var son till Pietro Nerli och Constanza Magalotti. Han studerade vid Pisas universitet, där han blev iuris utriusque doktor.
I juni 1670 utnämndes Nerli till titulärärkebiskop av Hadrianopolis in Haemimonto och biskopsvigdes den 6 juli samma år av kardinal Carlo Carafa i basilikan Sant'Andrea della Valle. I december 1670 installerades Nerli som ärkebiskop av Florens.
I juni 1673 upphöjde påve Clemens X Nerli till kardinalpräst med San Matteo in Merulana som titelkyrka. Han var kardinalstatssekreterare från 1673 till 1676. Kardinal Nerli kom att delta i fyra konklaver: 1676, 1689, 1691 samt 1700. 
Kardinal Nerli avled i Rom år 1708 och begravdes i kyrkan San Matteo in Merulana.

## Bilder

Kardinal Francesco Nerlis titelkyrkor
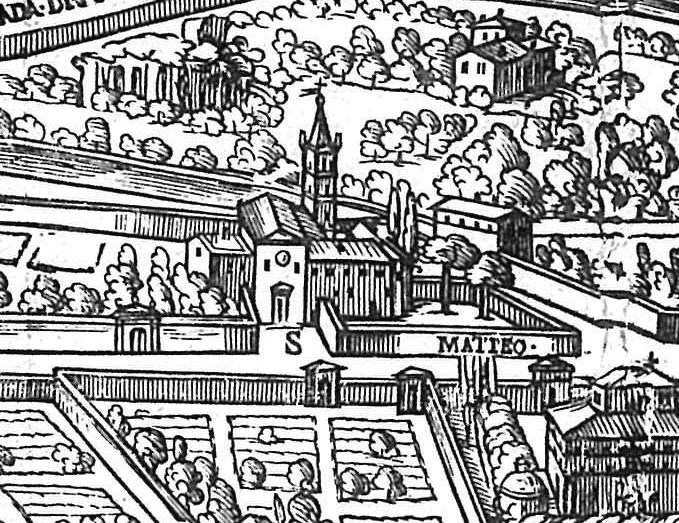
San Matteo in Merulana.
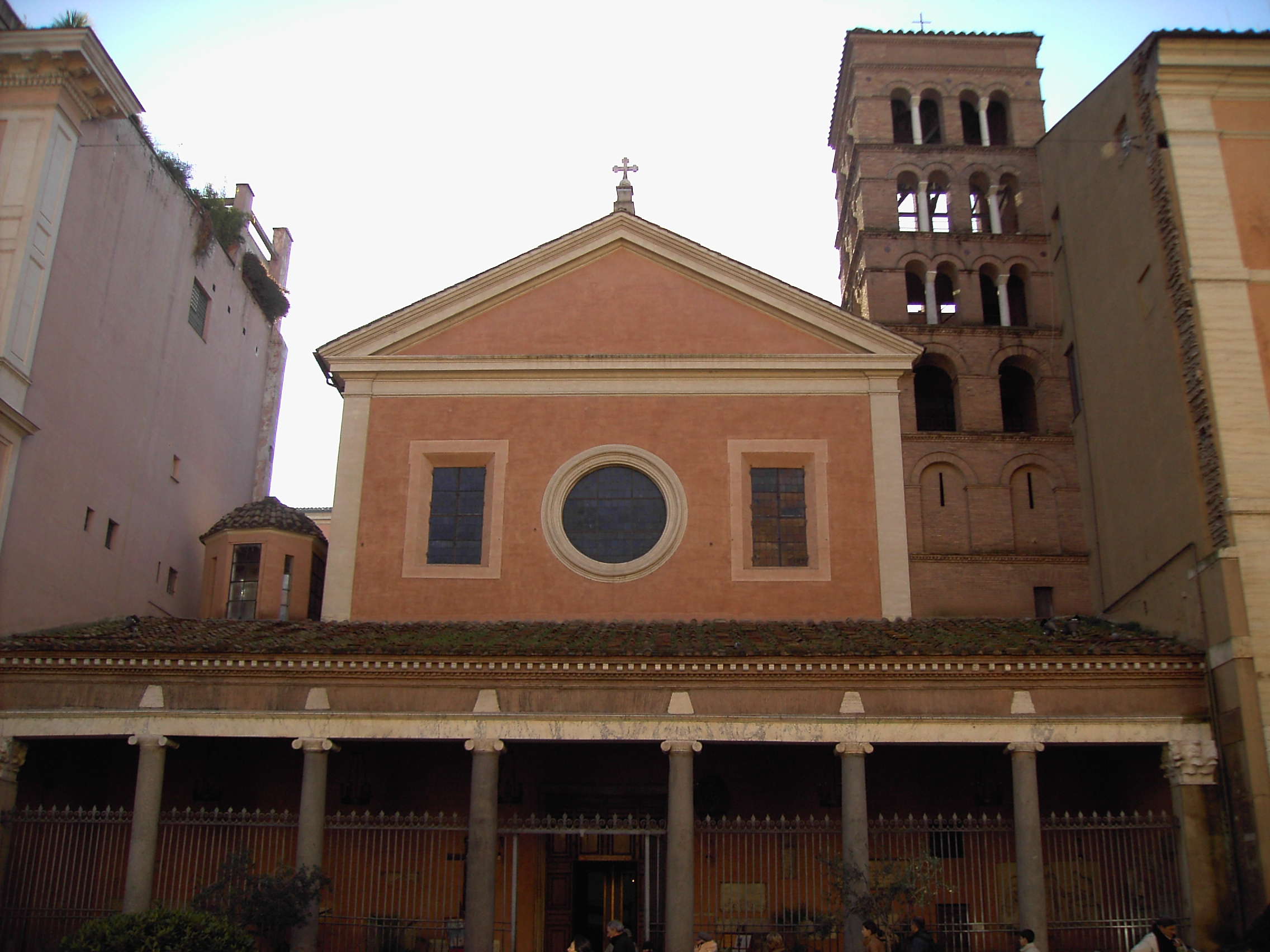
San Lorenzo in Lucina.